# Mauriceville
Mauriceville is een plaats (census-designated place) in de Amerikaanse staat Texas, en valt bestuurlijk gezien onder Orange County.

## Demografie
Bij de volkstelling in 2000 werd het aantal inwoners vastgesteld op 2743.

## Geografie
Volgens het United States Census Bureau beslaat de plaats een oppervlakte van
22,0 km², geheel bestaande uit land. Mauriceville ligt op ongeveer 5 m boven zeeniveau.

## Plaatsen in de nabije omgeving
De onderstaande figuur toont nabijgelegen plaatsen in een straal van 16 km rond Mauriceville.